# USS Edmonds (DE-406)
USS Edmonds (DE-406) là một tàu hộ tống khu trục lớp John C. Butler từng phục vụ cùng Hải quân Hoa Kỳ trong Chiến tranh Thế giới thứ hai. Nó là chiếc tàu chiến duy nhất của Hải quân Hoa Kỳ được đặt cái tên này, theo tên Thượng sĩ Bert C. Edmonds (1919–1942), người từng phục vụ cùng Liên đội Ném ngư lôi VT-8 trên tàu sân bay Hornet (CV-8), đã tử trận tại quần đảo Solomon vào ngày 16 tháng 10, 1942 và được truy tặng Huân chương Ngôi sao Bạc. Nó đã phục vụ trong suốt Thế chiến II, được cho ngừng hoạt động sau khi xung đột chấm dứt vào năm 1946, rồi được huy động trở lại để tiếp tục tham gia vào các cuộc Chiến tranh Triều Tiên và Chiến tranh Lạnh từ năm 1951 đến năm 1965. Con tàu cuối cùng bị bán để tháo dỡ vào năm 1973. Edmonds được tặng thưởng năm Ngôi sao Chiến trận do thành tích phục vụ trong Thế Chiến II, rồi thêm hai Ngôi sao Chiến trận khác khi hoạt động tại Triều Tiên.

## Thiết kế và chế tạo
Lớp John C. Butler được thiết kế nhằm đáp ứng nhu cầu một số lượng lớn nhưng rẻ tiền của một kiểu tàu hộ tống chống tàu ngầm để hộ tống các đoàn tàu vận tải vượt đại dương. Chúng có chiều dài chung 306 foot (93,3 m), mạn tàu rộng 36 foot 10 inch (11,2 m) và mớn nước 13 foot 4 inch (4,1 m), trọng lượng choán nước tiêu chuẩn 1.350 tấn Anh (1.372 t), và lên đến 1.745 tấn Anh (1.773 t) khi đầy tải, với một thủy thủ đoàn bao gồm 14 sĩ quan và 201 thủy thủ. Con tàu được vận hành bởi hai turbine hơi nước hộp số Westinghouse; hơi nước được cung cấp bởi hai nồi hơi "D" Express, tạo ra công suất 12.000 mã lực càng (8.900 kW) và cho phép đạt được tốc độ tối đa 24 hải lý trên giờ (44 km/h; 28 mph). Nó có tầm hoạt động 6.000 hải lý (11.000 km; 6.900 mi) ở tốc độ đường trường 12 hải lý trên giờ (22 km/h; 14 mph).
Dàn vũ khí chính bao gồm hai tháp pháo 5-inch/38 caliber đa dụng nòng đơn, được dẫn đường bởi hệ thống điều khiển hỏa lực Mark 51; vũ khí phòng không gồm hai khẩu đội Bofors 40 mm L/60 nòng đôi và mười khẩu Oerlikon 20 mm nòng đơn cũng được dẫn đường bởi hệ thống Mark 51. Ngoài ba ống phóng ngư lôi 21 inch (533 mm), vũ khí chống ngầm bao gồm hai đường ray thả mìn sâu, tám máy phóng mìn sâu K-gun cùng một dàn súng cối chống ngầm Hedgehog. Con tàu được trang bị sonar kiểu QC, radar dò tìm mặt biển SL và radar dò tìm không trung SA.
Edmonds được đặt lườn tại xưởng tàu của hãng Brown Shipbuilding Co. ở Houston, Texas vào ngày 1 tháng 11, 1943. Nó được hạ thủy vào ngày 17 tháng 12, 1943, được đỡ đầu bởi bà Faith Edmonds Campbell, mẹ của Thượng sĩ Edmonds, và được cho nhập biên chế cùng Hải quân Hoa Kỳ vào ngày 3 tháng 4, 1944 dưới quyền chỉ huy của Hạm trưởng, Thiếu tá Hải quân C. S. Barker, Jr.

## Lịch sử hoạt động

### Thế Chiến II
Sau khi hoàn tất việc chạy thử máy huấn luyện tại khu vực Bermuda và sửa chữa sau chạy thử máy, Edmonds chuẩn bị để được điều động sang khu vực Mặt trận Thái Bình Dương. Nó khởi hành từ Boston, Massachusetts và đi đến Trân Châu Cảng vào ngày 27 tháng 6. Sau một giai đoạn huấn luyện, nó tháp tùng để bảo vệ các tàu sân bay hộ tống đi sang Eniwetok, rồi quay trở lại Trân Châu Cảng để tham gia tiếp đón Tổng thống Franklin D. Roosevelt, khi vị Tổng tư lệnh đích thân đi đến Trân Châu Cảng vào ngày 25 tháng 7 để hội đàm với Đô đốc Chester W. Nimitz và Đại tướng Douglas MacArthur. Bốn ngày sau, con tàu gia nhập Đệ Thất hạm đội tại đảo Manus thuộc quần đảo Admiralty; từ ngày 31 tháng 8, nó đảm trách vai trò soái hạm của Đội hộ tống 63 cho đến ngày 20 tháng 11.
Từ ngày 10 tháng 9 đến ngày 7 tháng 10, Edmonds đã tháp tùng để bảo vệ các tàu sân bay hộ tống hỗ trợ trên không cuộc tấn công lên Morotai tại Đông Ấn thuộc Hà Lan. Nó lên đường vào ngày 14 tháng 10, tiếp tục hộ tống các tàu sân bay hỗ trợ cho cuộc đổ bộ lên vịnh Leyte, Philippines vào ngày 20 tháng 10. Cho dù nằm trong thành phần Đơn vị Đặc nhiệm 77.4.1 (Taffy 1), nó lỡ mất cơ hội tham gia Trận chiến ngoài khơi Samar vào ngày 25 tháng 10, vì đang hộ tống các tàu sân bay Saginaw Bay (CVE-82) và Chenango (CVE-28) đi đến Morotai để tiếp nhận máy bay thay thế. Sau khi trận chiến kết thúc, nó hộ tống đơn vị đặc nhiệm rút lui về Manus để sửa chữa, rồi tiếp tục đi đến Trân Châu Cảng.
Rời vùng biển quần đảo Hawaii vào ngày 5 tháng 12, Edmonds bảo vệ cho hai tàu sân bay hộ tống đi đến Manus, rồi cùng đội đặc nhiệm tàu sân bay lên đường tham gia vào cuộc đổ bộ lên vịnh Lingayen, Luzon vào ngày 9 tháng 1, 1945. Nó gia nhập Đệ Ngũ hạm đội tại Ulithi vào tháng 1, rồi tiếp tục tháp tùng các tàu sân bay hộ tống trong chiến dịch đổ bộ lên Iwo Jima trong tháng 2. Khi tàu sân bay hộ tống Bismarck Sea (CVE-95) bị máy bay tấn công tự sát Kamikaze đánh chìm vào ngày 21 tháng 2, nó đã chỉ huy việc tìm kiếm cứu nạn trong bối cảnh đêm tối, biển động mạnh và bị đối phương tiếp tục tấn công, cứu vớt được 378 người bao gồm hạm trưởng của Bismarck Sea.
Quay trở lại Leyte vào tháng 3, Edmonds gia nhập Đội tàu sân bay 22 để tham gia chiến dịch đổ bộ tiếp theo lên Okinawa. Đơn vị đã hỗ trợ trên không trực tiếp cho cuộc đổ bộ ban đầu vào ngày 1 tháng 4, và sau đó không kích nhằm vô hiệu hóa các sân bay tại Sakishima. Đến ngày 19 tháng 5, nó được điều sang nhiệm vụ cột mốc radar canh phòng tại phía Bắc Okinawa, tuần tra nhằm cảnh báo sớm các đợt không kích phối hợp cùng với Gainard (DD-706), một tàu khu trục có chức năng dẫn đường máy bay tuần tra chiến đấu trên không (CAP). Nó cũng tham gia vào hoạt động chiếm Iheya Shima và Aguni Shima trong tháng 6. Nó đi đến vịnh San Pedro, Leyte vào ngày 23 tháng 6, và sang tháng 7 đã hộ tống các đoàn tàu vận tải đi lại giữa New Guinea, Ulithi và Okinawa cho đến khi chiến tranh chấm dứt.
Sau khi quay trở về San Diego, California vào ngày 6 tháng 11, Edmonds được cho xuất biên chế vào ngày 31 tháng 5, 1946 và đưa về Hạm đội Dự bị Thái Bình Dương.

### Chiến tranh Triều Tiên và Chiến tranh Lạnh
Sau khi Chiến tranh Triều Tiên bùng nổ vào tháng 6, 1950, Edmonds được tái biên chế trở lại vào ngày 28 tháng 2, 1951. Nó đi đến cảng nhà Trân Châu Cảng vào ngày 14 tháng 7, và được phái sang phục vụ tại Viễn Đông từ ngày 29 tháng 10, 1951 đến ngày 1 tháng 6, 1952, phục vụ cùng Lực lượng Phong tỏa và Bắn phá tại vùng biển Songjin.
Từ tháng 3, 1953 cho đến giữa năm 1958, xuất phát từ Trân Châu Cảng, Edmonds thực hiện các chuyến tuần tra khảo sát tại các khu vực quần đảo Mariana và Caroline thuộc Lãnh thổ Ủy thác Quần đảo Thái Bình Dương được Liên Hiệp Quốc ủy nhiệm sau khi Thế Chiến II chấm dứt. Con tàu đã tuần tra nhằm ngặn chặn việc đánh cá trái phép, định cư thổ dân bản địa và hỗ trợ những nghiên cứu khoa học.
Vào mùa Hè năm 1958, khi xảy ra vụ Khủng hoảng eo biển Đài Loan do phía Cộng sản nả pháo xuống các đảo Kim Môn và Mã Tổ còn do lực lượng Quốc dân Đảng trú đóng, Edmonds được phái đến tuần tra tại khu vực quần đảo Bành Hồ, rồi tiếp tục tuần tra dọc theo bờ biển Trung Quốc để hỗ trợ cho các chuyến tiếp liệu từ Đài Loan đến Kim Môn. Nó rời Yokosuka, Nhật Bản để quay trở về Trân Châu Cảng vào ngày 13 tháng 1, 1959.
Đi đến Portland, Oregon vào tháng 3, 1959, Edmonds được chuyển sang vai trò huấn luyện dự bị, rồi đến tháng 8, 1960 được điều đến cảng nhà mới tại Treasure Island, San Francisco. Nó khởi hành vào ngày 22 tháng 1, 1962 để cùng một thủy thủ đoàn dự bị đi sang hoạt động tại Viễn Đông, đi đến Đà Nẵng, Việt Nam vào ngày 18 tháng 2. Con tàu đã thực hành huấn luyện cùng Hải quân Việt Nam Cộng hòa cho đến ngày 10 tháng 4, bao gồm các đợt thực tập trong vịnh Thái Lan. Nó tiếp tục ghé viếng thăm Hong Kong; Yokosuka và Sasebo, Nhật Bản trước khi quay trở về Treasure Island vào ngày 17 tháng 7. 
Trong hai năm tiếp theo, Edmonds thực hiện các chuyến đi huấn luyện dọc theo bờ Tây Hoa Kỳ, đến tận các vùng biển Canada và Mexico, xen kẻ với các chuyến đi sang vùng biển Hawaii. Con tàu bắt đầu chuẩn bị ngừng hoạt động từ tháng 12, 1964, rồi được cho xuất biên chế tại Xưởng hải quân Mare Island vào tháng 3, 1965. Tên nó được cho rút khỏi danh sách Đăng bạ Hải quân vào ngày 15 tháng 5, 1972, và con tàu bị bán cho hãng General Metals of Tacoma Inc. để tháo dỡ vào ngày 28 tháng 9, 1973.

## Phần thưởng
Edmonds được tặng thưởng năm Ngôi sao Chiến trận do thành tích phục vụ trong Thế Chiến II, rồi thêm hai Ngôi sao Chiến trận khác khi hoạt động tại Triều Tiên.
|             | Bronze star · Bronze star · Bronze star · Bronze star |             |
| Bronze star | Bronze star                                           | Bronze star |
| Bronze star |                                                       |             |

| Huân chương Chiến dịch Hoa Kỳ                                            | Huân chương Chiến dịch Châu Á-Thái Bình Dương với 4 Ngôi sao Chiến trận | Huân chương Chiến thắng Thế Chiến II                                |
| Huân chương Phục vụ Phòng vệ Quốc gia với 1 Ngôi sao Chiến trận          | Huân chương Phục vụ Triều Tiên với 1 Ngôi sao Chiến trận                | Huân chương Viễn chinh Lực lượng Vũ trang với 1 Ngôi sao Chiến trận |
| Huân chương Giải phóng Philippine (Philippine) với 1 Ngôi sao Chiến trận | Huân chương Liên Hiệp Quốc Phục vụ Triều Tiên                           | Huân chương Phục vụ Chiến tranh Triều Tiên (Hàn Quốc)               |